# Diplazon clypearis
Diplazon clypearis är en stekelart som först beskrevs av Carl Gustav Alexander Brischke 1892.  Diplazon clypearis ingår i släktet Diplazon och familjen brokparasitsteklar. Inga underarter finns listade i Catalogue of Life.